# تغير المناخ في أستراليا

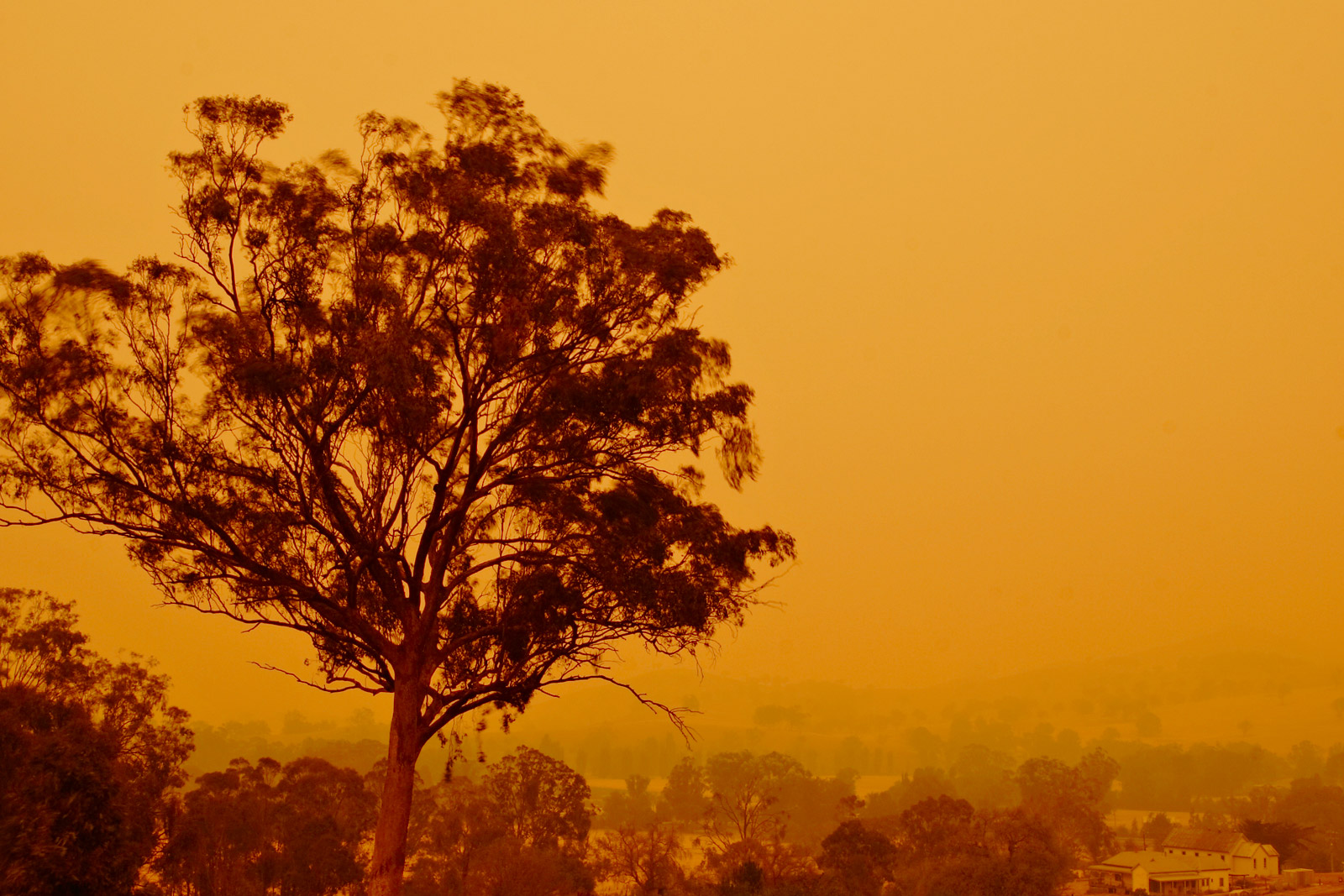

أصبح التغير المناخي في أستراليا قضية هامة منذ بداية القرن الحادي والعشرين. في عام 2013، نشرت هيئة البحوث الأسترالية تقريرًا يٌظهر أن أستراليا تصبح أكثر حرًا، وأنها ستتعرض للمزيد من الموجات الحارة، ومواسم أطول من حرائق الغابات نتيجة التغير المناخي. في عام 2014، أصدر مكتب الأرصاد الجوية تقريرًا يتعلق بحالة المناخ في أستراليا، والذي أبرز العديد من النقاط الأساسية، بما فيها الزيادة الملحوظة في درجات الحرارة في أستراليا، خاصة درجات الحرارة ليلًا، وزيادة وتيرة حرائق الغابات، وفترات الجفاف، والفيضانات التي ارتبطت جميعها بالتغير المناخي.
منذ بداية القرن العشرين تعرضت أستراليا لزيادة في متوسط درجات الحرارة السنوية بما يقارب درجة مئوية، مع حدوث الاحترار خلال الأعوام الخمسين الماضية بضعف المعدل الحادث خلال الأعوام الخمسين التي سبقتها. ركزت الأحداث المناخية الأخيرة مثل الموجات الحارة الشديدة، والجفاف المنتشر، اهتمام الحكومة والعامة نحو آثار التغير المناخي في أستراليا. انخفضت الأمطار في جنوب غرب أستراليا بنسبة 10-20% منذ السبعينيات، بينما تعرض جنوب شرق أستراليا إلى انخفاض طفيف منذ التسعينيات. يُعتقد أن تصبح أنماط هطول المطر أكثر التباسًا، إذ أصبحت الأمطار أكثر غزارة، وأقل تكرارًا، وأكثر شيوعًا في الصيف منها في الشتاء، مع انخفاض أو انعدام التحسن في المطر في الهضبة الغربية والأراضي المنخفضة وسط أستراليا. استُنفذت مصادر المياه في المناطق الجنوبية الشرقية من أستراليا نتيجة زيادة تعداد السكان في المناطق العمرانية (زيادة الطلب) المقترن بعوامل التغير المناخي مثل استمرار الجفاف الممتد (نقص العرض). في الوقت ذاته، لا تزال انبعاثات الغازات الدفيئة في أستراليا هي ذات النصيب الأعلى لكل فرد في منظمة التعاون الاقتصادي والتنمية. ارتفعت أيضًا درجات الحرارة بشدة في أستراليا منذ عام 1910، وأصبحت الليالي أدفأ.
فُرضت ضريبة الكربون من قِبل حكومة جيلارد سعيًا إلى تقليل أثر التغير المناخي، وعلى الرغم من بعض الانتقادات، نجحت الضريبة في تقليل انبعاثات ثنائي أكسيد الكربون في أستراليا، مع انخفاض نسبة توليد الكهرباء بالفحم بنسبة 11% من 2008-2009. انتُخبت الحكومة الأسترالية التالية في 2013 بقيادة رئيس الوزراء توني أبوت الذي انتُقد لكونه «في إنكار تام للتغير المناخي». عُرف أبوت بمواقفه المعادية للتغير المناخي كما ظهر في العديد من السياسات التي تبنتها إدارته. خلال اجتماع عُقد في المملكة المتحدة بشأن الاحتباس الحراري، ذكرت التقارير أنه صرح بأن المنددين بالتغير المناخي متشائمون، مؤكدًا على الحاجة إلى صناعة السياسات «القائمة على الأدلة». ألغت حكومة أبوت ضريبة الكربون في 17 يوليو من عام 2014 في خطوة انتُقدت بشدة. عُدل هدف الطاقة المتجددة الذي أُطلق في 2001. لكن خلال فترة حكومة مالكولم تورنبول، حضرت أستراليا مؤتمر الأمم المتحدة للتغير المناخي في عام 2015، وصدقت على اتفاقية باريس، التي تقضي بمراجعة أهداف تقليل الانبعاثات كل 5 سنوات بدءًا من 2020.

## الآثار على البيئة الطبيعية

### تغيرات درجة الحرارة والطقس
يظهر السجل المدون آليًّا منذ عام 1885 إلى الآن الصورة العامة التالية:
كانت الظروف بين 1885 و1898 بشكل عام غزيرة الهطولات، ولكن بنسبة أقل من الفترة منذ عام 1968. السنتان الجافتان الوحيدتان الملاحظتان في هذه الفترة كانتا 1888 و1897. رغم أن بعض البيانات المأخوذة من أنوية الشعاب المرجانية تشير إلى أن 1887 و1890 كانتا، مع 1974، أكثر السنوات غزارةً بالمياه في القارة منذ استقرار البشر فيها. بيانات الهطولات في أليس سبرينغز، التي كانت حينها المحطة الكبرى الوحيدة التي تغطي داخل المنطقة الشمالية وغرب أستراليا، تشير بقوة إلى أن عامي 1887 و1890 لم يكونا بشكل عام بغزارة أمطار عام 1974 أو حتى 2000. ولكن في نيو ساوث ويلز وكوينزلاند، فقد كانت السنوات 1886-1887 و1889-1894 بالفعل غزيرتي الأمطار بشكل استثنائي. ارتبط هطول الأمطار الغزير في هذه الفترة بازدياد كبير في تعداد الخرفان وشهد فبراير 1893 فيضان بريزبان الكارثي لعام 1893.
حدث جفاف مناخي من عام 1899 حتى 1921، ولكن مع بعض الانقطاعات من سنوات إل نينيو الماطرة، وخاصةً بين عامي 1915 وأوائل 1918 وفي الفترة 1920-1921، حين غرق حزام القمح للداخل الجنوبي بأغزر أمطارها الشتائية المسجلة. أدى حدثان كبيران مرتبطان بإل نينيو في عامي 1902 و1905 إلى أكثر سنتين جفافًا في القارة بأكملها، في حين كان عام 1919 جافًّا بشكل مشابه أيضًا في الولايات الشرقية باستثناء جيبسلاند.
كانت الفترة بين عامي 1922 و1938 جافة بشكل استثنائي، ولم تتجاوز فيها سوى سنة 1930 هطولات الأمطار في كامل أستراليا المتوسط طويل الأمد وكان متوسط هطول المطر في كامل أستراليا لهذه السنوات السبع عشرة أقل بنحو 15 حتى 20 بالمئة منه في فترات أخرى منذ عام 1885. تعزى هذه الفترة الجافة في بعض المصادر إلى ضعف التذبذب الجنوبي وفي مصادر أخرى إلى انخفاض درجات حرارة سطح البحر. كانت درجات الحرارة في هذه الفترات الثلاث بشكل عام أبرد منها حاليًّا، مع وصول عام 1925 للحد الأدنى في البرودة لأي عام منذ 1910. ولكن السنوات الجافة في عشرينيات وثلاثينيات القرن العشرين كانت أيضًا دافئةً بشكل ملحوظ، مع وصول كل من عامي 1928 و1938 إلى درجات حرارة عليا مرتفعة بشكل خاص.
بدأت الفترة منذ عام 1939 وحتى 1967 بزيادة في هطولات المطر: كانت أعوام 1939، 1941، 1942 أول مجموعة متقاربة من الأعوام الماطرة نسبيًّا منذ عام 1921. في الفترة من 1943 حتى 1946، عادت الظروف الجافة بشكل عام، وشهد العقدان من 1947 تفاوتات في هطول الأمطار. كانت أعوام 1950، 1955، 1956 مطيرةً بشكل استثنائي باستثناء المناطق الجافة وحزام القمح في غرب أستراليا في عامي 1950 و1956. شهد عام 1950 أمطارًا فوق العادة في وسط نيو ساوث ويلز ومعظم كوينزلاند: يمكن تقدير هطول الأمطار على مدينة دوبو في عام 1950 والذي بلغ 1,329 مم (52.3 إنش) بأنه ذو فترة عودة تقدر بين 350 و400 عام، في حين امتلأت بحيرة إيري لأول مرة منذ 30 عامًا. وعلى العكس، كانت أعوام 1951، 1961، و1965 جافةً جدًّا، مع فشل تام في الرياح الموسمية في موسم 1951/1952 وجفاف كبير في الداخل خلال كل من 1961 و1965. هبطن درجات الحرارة في هذه الفترة في البداية لمستوياتها الدنيا في القرن العشرين، مع كون عامي 1949 و1956 باردين بشكل خاص، ولكنها بدأت بعد ذلك بالارتفاع الذي استمر مع انقطاعات قليلة حتى وقتنا الحاضر.
منذ عام 1968، كان هطول الأمطار في أستراليا أعلى بنسبة 15 بالمئة من الفترة بين عامي 1885 و1967. كانت الفترات الأكثر مطرًا من عام 1973 حتى 1975، ومن 1998 حتى 2001، وهي تشكل سبعةً من أصل ثلاثة عشر عامًا هي الأكثر أمطارًا في القارة منذ 1885. درجات الحرارة الأخفض في الليل، وخاصةً في الشتاء، كانت أعلى بشكل ملحوظ منها في الفترات الكائنة قبل ستينيات القرن العشرين، مع بروز أعوام 1973، 1980، 1988، 1991، 1998، 2005 في هذا الخصوص. كان هناك انخفاض مسجل في عدد مرات حدوث الصقيع في أرجاء أستراليا. 
وفقًا لمكتب الأرصاد الجوية، فإن درجة الحرارة المتوسطة في أستراليا لعام 2009 كانت أعلى بمقدار 0.9 درجة مئوية من متوسط الفترة 1961-90، ما يجعلها ثاني أدفأ سنة منذ بدأت السجلات عالية الجودة في عام 1910.
وفقًا للبيان المناخي الأسترالي لعام 2011 الصادر عن مكتب الأرصاد الجوية؛ فإن درجات الحرارة في أستراليا في 2011 كانت أقل من المتوسط نتيجة نمط لا نينيا الطقسي؛ ولكن «متوسط البلاد لآخر 10 أعوام ما يزال يبدي ميلًا نحو الارتفاع في درجات الحرارة، مع ترجيح كون الفترة 2002-2011 من بين أعلى فترتين مقدرتين بعشرة أعوام من حيث درجات الحرارة المسجلة في أستراليا، وذلك بارتفاع 0.52 درجة مئوية (0.94 درجة فهرنهايت) عن المتوسط طويل المدى». كذلك فإن عام 2014 كان العام الثالث من حيث ارتفاع درجات الحرارة منذ بدء تسجيل الأرصاد الوطنية لدرجات الحرارة في عام 1910.

### ارتفاع مستوى سطح البحر
أصدرت الحكومة الأسترالية تقريرًا يقول إن عددًا يصل حتى 247,600 منزل هو عرضة للغرق في الفيضانات عند ارتفاع مستوى سطح البحر بمقدار 1.1 مترًا. كان هناك 39,000 مبنىً يقع على نطاق 110 مترًا من السواحل «الطرية» القابلة للحت، وهي عرضة لتآكل أسرع عند ارتفاع منسوب مياه البحر. تدخل الاستجابات التكيفية مع خطر التغير المناخي هذا بالتحديد غالبًا ضمن سياسات وتوصيات التخطيط الساحلي على مستوى الولايات. على سبيل المثال: وضعت سياسة التخطيط الساحلي لولاية غرب أستراليا حدًّا أعلى لارتفاع مستوى البحر للمبادرات التي تتعامل مع المشكلة على فترة 100 عام. 

### المياه (حالات الجفاف والفيضانات)
تظهر سجلات مكتب الأرصاد منذ ستينيات القرن التاسع عشر أن جفافًا «قاحلًا» حدث في أستراليا، بشكل متوسط، مرةً كل 18 عامًا. أستراليا أصلًا أكثر قارة مأهولة جفافًا في العالم.
تناقص هطول الأمطار في جنوب غرب أستراليا بنسبة 10-20% منذ سبعينيات القرن العشرين، في حين شهد جنوب شرق أستراليا أيضًا انخفاضًا معتدلًا منذ تسعينيات القرن العشرين. يتوقع أن يصبح هطول الأمطار أغزر وأقل حدوثًا، بالإضافة إلى كونه أكثر شيوعًا في الصيف منه في الشتاء. 
في يونيو 2008 أصبح من المعروف أن لجنة مختصين حذرت من ضرر بيئي حاد طويل الأمد، وقد يكون غير عكوس، على كامل حوض موراي-دارلينغ إذا لم يتلقًّ مياهًا كافيةً لحلول أكتوبر من ذلك العام. كانت القيود المائية مطبقةً في العديد من مناطق ومدن أستراليا استجابًة للنقص المزمن الناتج عن جفاف عام 2008. في 2004، توقع عالم الأحياء القديمة تيم فلانري أنه إذا لم تجر تغيرات كبيرة، فإن مدينة بيرث، غرب أستراليا، يمكن أن تصبح أول شبح لحاضرة حديثة في العالم – وذلك بكونها مدينة مهجورةً خاليةً من المياه اللازمة للإبقاء على سكانها. ولكن مع زيادة هطول الأمطار في السنوات الأخيرة، فإن وضع المياه قد تحسن.
في عام 2019 قال وزير الموارد المائية في أستراليا ديفيد ليتلبراود إنه «يقبل تمامًا» الربط بين التغير المناخي والجفاف في أستراليا لأنه «يعيشه». يقول إن الجفاف في أستراليا وصل إلى عتبة 8 سنوات بالفعل. ودعا لتخفيض انبعاثات غازات الدفيئة وتركيب آلات الطاقات المتجددة على نطاق واسع. قال القائد السابق لحزب الوطنيين بارنابي جويس إن الجفاف إذا أصبح أكثر شدةً ولم تبنَ السدود، فإن التحالف يعرض نفسه لخطر «الإبادة السياسية». 